# Palazzo Chigi

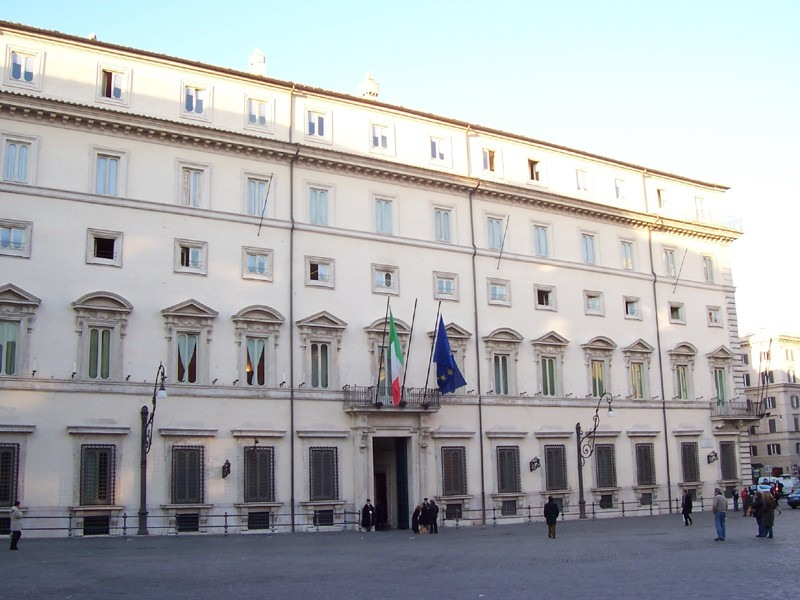
Palazzo Chigi

Palazzo Chigi (voorheen Palazzo Aldobrandini) is een gebouw gelegen aan de Piazza Colonna te Rome waar de zetel van de Italiaanse regering gevestigd is.

## Geschiedenis
De bankiersfamilie Aldobrandini kocht een aantal huizen op en bouwde er haar Palazzo. In 1659 kocht de bankiersfamilie Chigi het van de Aldobrandini's. Jan de Momper werkte toen voor de familie Chigi. Later, in de 18de eeuw, was de Spaanse ambassade er gevestigd en in de 19de eeuw de Oostenrijks-Hongaarse ambassade bij de Heilige Stoel. In 1917 kocht de Italiaanse staat het om er het Ministerie van Koloniën te huisvesten. Gedurende het bewind van Mussolini werd het de zetel van het Ministerie van Buitenlandse zaken en Mussolini's eigen residentie. Hij schonk de privébibliotheek van de Chigi's aan het Vaticaan waardoor die nu in de Biblioteca Apostolica Vaticana te vinden is. Buitenlandse zaken was er tot 1961 gevestigd, waarna, na renovatie, de regering zich hier vestigde en het de ambtswoning van de premier werd.

## Kunstwerken

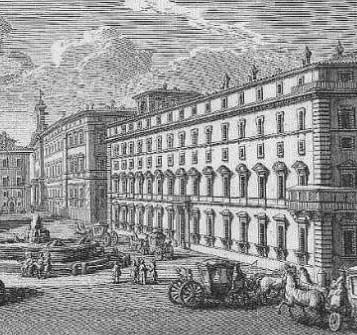
Ets van het Palazzo Chigi van Giuseppe Vasi

Enkele Vlaamse wandtapijten sieren het gebouw waaronder "de zondvloed" en " de dronkenschap van Noah" in de sala I degli arazzi, drie wandtapijten over Alexander de Grote van de hand van Jan Leyniers in de sala II degli arazzi, twee wandtapijten van de hand van Jan Leyniers over Alexander de Grote (gekocht door Chigi in 1668) in de ministerraadszaal en enkele landschappen door Jan de Momper in de privévertrekken van de premier.